# Калуђерске Баре
Калуђерске Баре су заселак, средиште на планини Тари. Као једно од насељенијих области на планини Калуђерске Баре представљају туристички центар планине Таре. На Калуђерским барама се налазе хотели: „Оморика, „Јавор“, „Бели бор“ и бројни мању приватни апартмани.
Калуђерске баре су удаљене од Бајине Баште 16 km. То је југоисточни део Таре као и најпознатији туристички центар. На кречњачкој подлози расту прелепе шуме црног, белог бора, јеле, смрче… Калуђерске баре су у туристичком смислу можда најлепши део Таре и налазе на надморској висини од 1059 m. Постоје уређене пешачке стазе као и стазе за скијање и санкање.
Почетак организованијег бављења туризмом на Тари управо је и везан за ову локацију. Први је то почео игуман манастира Раче Захарије Милекић, а наставио Хризостом Пајић који је подигао прве смештајне капацитет на Тари звани Станови у периоду између два светска рата. Имали су 60 лежајева у три објекта (зидана вила на спрат, планинска кућа и стара кућа), а до њих се долазило возом до железничке станице у Кремнима, а по госте који су се најавили људи из манастирског летовалишта су долазили са коњском запрегом по њих. Овај пут је трајао и до 2 х. Поред овога 1935. год. подигнуто је опоравилиште са 16 соба које је касније претворено у хотел ‘’ Тара ‘’.
Данас се на Калуђерским барама налазе савремени хотели Оморика, Бели бор и Јавор а поред њих налазе се лепо уређени приватни капацитети са собама различитих категорија.